# MMR06

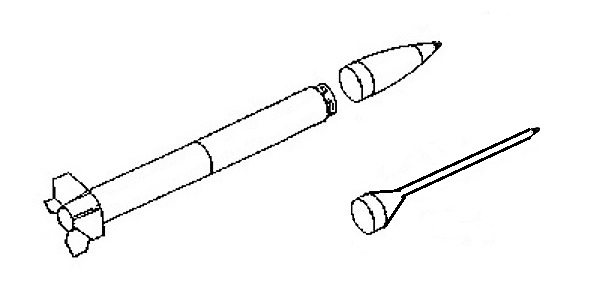
O esquema de um foguete MMR06.

MMR06 é um foguete de sondagem de origem soviética desenvolvido especificamente para pesquisas meteorológicas. Para o MMR06, havia duas versões: uma com a ponta cônica e outra com um dardo aerodinâmico inerte. Os lançamentos ocorreram entre 1976 e 1992 a partir da área de exercícios da antiga NVA em Zingst, para obter dados sobre ventos e temperatura na atmosfera superior.

## Características
O MMR-06, era um foguete de um estágio, movido a combustível sólido, com as seguintes características:
- Altura: 3,48 m
- Diâmetro: 20 cm
- Massa total: 130 kg
- Carga útil: 5 kg
- Apogeu: 60 km
- Estreia: 10 de fevereiro de 1976
- Último: 10 de abril de 1992
- Lançamentos: 824